# История Тывы
История Тывы (Тувы) — относится к истории тувинцев, и их земли на территории современной Тывы.

## Древняя история
На территории республики Тува историком и археологом С. Н. Астаховым выделен ашельский пласт памятников раннего палеолита (местонахождение Торгалык А севернее озера Убса-Нур около посёлка Торгалыг, Торгалыг 1, Торгалыг Б, Тель 1 около реки Тес-Хем). В среднем палеолите им описаны леваллуа-мустьерские комплексы в долине рек Саглы, Хандагайты, Чоза, Торгалыг, Ирбитей, Тес-Хем и галечная индустрия в районе Ирбитея и Пестуновки). К верхнему палеолиту Тувы Астахов отнёс улугхемские, хемчикские и саглынские группировки памятников.
Начиная с I тысячелетия до н. э. индоевропейские кочевники (скифы, см. Аржан) доминировали на территории современной Тувы, затем сюда проникли тюркские племена.

## Исторические государства на территории Тувы
Первое государство на территории Южной Сибири возникло в IV—III веках до н. э. Древнекитайские летописи называли его создателей, живших к западу от Байкала, динлинами (кит. 丁零), а государство — Динлин-го (丁零国).
В VIII веке существовала самостоятельная область во главе с собственными беками и иналами, претендовавшими на ханское достоинство (см. Барс-каган).
Западная летняя ставка уйгурских каганов Касар-Куруг, существовавшая в 750—760 годах, находилась на территории Тувы близ бассейна реки Тэс на месте городища Пор-Бажын на острове посреди озера Тере-Холь.
В IX веке быстро расширилась империя енисейских кыргызов с центром на территории современной Хакасии и обожествляемым каганом во главе. В 840 году это государство уничтожило Уйгурский каганат (745—847) и распространило свою власть на территорию современной Тувы. Преследуя остатки уйгуров, енисейские кыргызы с боями дошли до Иртыша, и вторглись в оазисы Восточного Туркестана. Енисейские кыргызы предоставляли государству[какому?] высших военных и административных руководителей. Они считались связанными династийно и через брачные отношения с правящими домами Китая и других сопредельных стран.
В борьбе с Тюркским и Уйгурским каганатами Кыргызский каганат отстаивал свою независимость вплоть до XIII века, ставшего переломным в истории Саяно-Алтайского региона. Енисейские кыргызы сохранили два основных массива своего расселения: Верхний и Средний Енисей, и Алтай с Прииртышьем. В последующем этнические пути енисейских кыргызов и будущих киргизов Тянь-Шаня разошлись.
Ойраты обитали на территории современной Тувы, позднее откочевали на юг.
В начале XIII века территория современной Тувы вошла в состав Монгольской империи. В XIV веке Монгольская империя распалась на отдельные государства и Тува стала частью государств Северная Юань и Хотогойтского ханства.
Позднее Тува была частью Джунгарского ханства, после разгрома которого в 1758 году тувинские земли вошли в состав маньчжурской империи Цин. До 1912 года Тува находилась под управлением этого государства.
В 1755 году поднял антиманьчжурское восстание ойратский князь Амурсана, и тувинцы оказали ему поддержку. После поражения восстания император Цянь-лун приказал полностью истребить оставшихся в живых тувинцев, поддержавших Амурсана, но некоторым из них удалось скрыться. Тувинцы активно участвовали в 1756–57 годах и в антицинском восстании под предводительством хотогойского князя Ценгунжапа, которое также было подавлено.
Осенью 1876 восставшие араты напали на возвращавшихся из Тувы китайских чиновников и отобрали часть скота, который те гнали из Тувы. Вслед за этим араты отказались платить албан (дань) и отбывать повинности в пользу китайского правительства и своих нойонов. В 1877 араты напали на правителя Хемчикского Даа-хошуна Базыра, отличавшегося особой жестокостью и коррумпированностью. В 1878 году восстание было подавлено, а восставшие были сурово наказаны.
В 1883—1884 годах в долине реки Хемчик происходило новое восстание против колониального и феодального гнёта цинских властей. В ноябре 1884 года это восстание также было подавлено, а в марте 1885 года 43 активных участника восстания были казнены в Улясутае.

## Добровольное вступление Тувы под протекторат Российской империи
После Монгольской национальной революции 1911 года тувинские князья (нойоны) разделились на три группы: некоторые поддержали независимость, другие предложили войти в состав Монголии, остальные предложили войти в состав Российской империи.
После Синьхайской революции в Китае (1912—1913) тувинские нойоны амбын-нойон Комбу-Доржу, Чамзы Хамбы-лама, нойон Даа-хошуна Буян-Бадыргы и другие несколько раз обращались к царскому правительству с просьбой принять Туву под протекторат Российской империи.
4 (17) апреля 1914 император Николай II на докладной записке министра иностранных дел С. Д. Сазонова по вопросу о принятии населения пяти хошунов Урянхайского края под российское покровительство начертал: «Согласен», что означало установление протектората Российской империи над Тувой.
Таким образом, Тува добровольно вступила под протекторат Российской империи под названием Урянхайский край в составе Енисейской губернии с передачей ведения в Туве политических и дипломатических дел иркутскому генерал-губернатору. В этом же году началось строительство столицы края, получившей название Белоцарск в честь «Белого царя», то есть русского императора.

## Образование Народной Республики Танну-Тува
В марте 1918 года IV съездом русского населения края в Урянхайском крае была провозглашена Советская власть. 
18 июня 1918 года в Урянхайском крае состоялось совместное заседание русского и тувинского съездов, на котором единодушно был принят Договор о самоопределении Тувы, дружбе и взаимной помощи русского и тувинского народов, тувинцев объявили «свободными от протектората». Началось перераспределение собственности, что на практике сводилось к грабежу стад, табунов и другого имущества русских купцов и тувинских скотовладельцев. Руководители хошунов, спасаясь от грабежей, стали искать защиты у монголов и китайцев. На территорию края проникли китайский и монгольский отряды, но Временное сибирское правительство летом 1918 года добилось их ухода. Однако осенью 1918 года вновь началось вторжение в Урянхайский край китайских войск под командованием Ян-Шичао, которые заняли южные и западные регионы. Затем в Урянхай вошли монгольские войска под командованием Максаржава, которые расположились в южных районах края. В 1918-19 годах все антибольшевистские правительства Сибири стремились сохранить протекторат России над Урянхайским краем. Для этого они пытались поднять престиж тувинской буддийской администрации, повысить денежное содержание тувинского чиновничества. Омское правительство Колчака стремилось ввести в крае самоуправление с учетом традиций и обычаев местного населения.
С 7 июля 1918 Урянхайский край был практически занят войсками Колчака. 14 июня 1919 года войска Баджейской советской республики под командованием А. Д. Кравченко и П. Е. Щетинкина с территории Канского и Красноярского уездов перешли в Урянхайский край. 18 июля они захватили столицу Урянхайского края Белоцарск.
После ухода в сентябре 1919 года из края основных сил партизан там вновь активизировались монгольские и китайские войска, которые грабили и терроризировали местное население. После победы над Колчаком Красная армия разбила китайские отряды и в конце 1920 – начале 1921 года последние китайские солдаты покинули край, а летом 1921 года в связи с начавшейся в Монголии революцией оттуда ушёл и монгольский отряд.
В середине 1921 года тувинские революционеры, поддержанные РСФСР, приняли решение о провозглашении национального суверенитета Тувы, была образована независимая Народная Республика Танну-Тува. Были приняты Конституция, флаг, герб, утверждены золотой запас, бюджет и полномочные представительства в СССР и МНР.

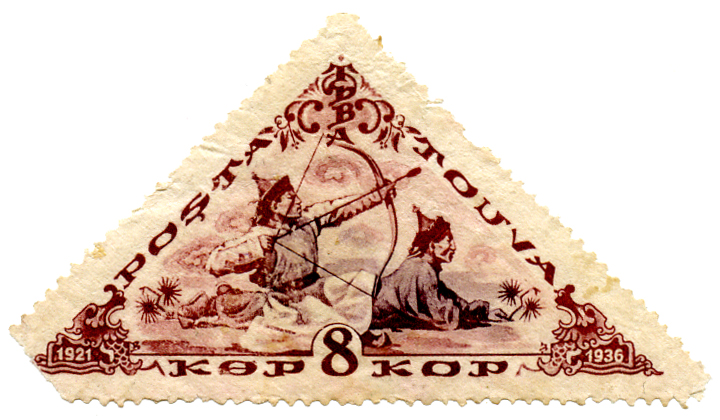
Почтовая марка Тувинской Народной Республики 1936 года

В 1922 году было образовано министерство финансов республики.
С 1926 года — Тувинская Народная Республика. Государство было признано СССР в 1924 году, и МНР в 1926 году, но не была признана Китаем и большинством стран мира, полагавших Туву частью Китая.
В 1932 году Туве были переданы из состава Монгольской Народной Республики населённые тувинцами территории к югу от хребта Танну-Ола — современные Монгун-Тайгинский, Овюрский, Тес-Хемский и Эрзинский кожууны. Некоторыми историками подписание соглашения о границе между ТНР и МНР расценивается как сделанное под давлением СССР.

## Тува во время Второй мировой войны
22 июня 1941 года Тувинская Народная Республика вступила во Вторую мировую войну на стороне СССР. В этот день на X Великом Хурале Тувы была единогласно принята Декларация, в которой провозглашалось: 
Тувинский народ во главе со всей революционной партией и правительством, не щадя жизни готов всеми силами и средствами участвовать в борьбе Советского Союза против фашистского агрессора до окончательной победы над ним.
Таким образом, ТНР стала первым государством, официально выступившим союзником Советского Союза в борьбе против гитлеровской Германии.
25 июня 1941 года Тувинская Народная Республика объявила войну Германии.
С июня 1941 по август 1944 года Тувинская Народная Республика поставила в СССР 50 тысяч боевых коней, а также около 750 тысяч голов скота, из которых почти 650 тысяч — безвозмездно. Таким образом, от каждой тувинской семьи было поставлено в СССР 10—100 голов скота, как правило имевших по 130 голов в среднем. В течение войны Тува поставила Советской армии 52 тысячи пар лыж, 10 тысяч полушубков, 19 тысяч пар рукавиц, 16 тысяч пар валенок, 67 тонн шерсти, 400 тонн мяса, ржаной, ячменной муки и топлёного масла, а также десятки тонн мёда, плодово-ягодных консервов и концентратов, рыбных изделий, тонны перевязочных бинтов, лекарств нетрадиционной медицины, воска и смолы, причём приблизительно 90 % — безвозмездно. Также, Украине по окончании войны подарено 30 тысяч коров, с поголовья которого началось послевоенное возрождение украинского животноводства. В распоряжение СССР был передан весь золотой запас республики, и добыча тувинского золота, в общей сложности, в объёме 35 млн рублей (того времени).
В 1942 году правительство СССР разрешило принимать на военную службу добровольцев из Тувы. Ранее была объявлена мобилизация в Красную Армию русскоязычных граждан. Первые добровольцы вступили в её ряды в мае 1943 года и были зачислены в состав 25-го отдельного танкового полка (с февраля 1944 года в составе 52-й армии 2-го Украинского фронта), который принимал участие в боевых действиях на территории Украины, Молдавии, Румынии, Венгрии и Чехословакии.
В сентябре 1943 года вторая группа добровольцев (206 человек) была зачислена в состав 8-й кавалерийской дивизии, где приняла участие в рейде по германским тылам на западе Украины. Всего за годы войны в рядах Красной Армии служили до 8 тыс. жителей Тувинской Народной Республики и Советской Тувы, многие из них за боевые заслуги награждены орденами и медалями СССР и Тувинской Народной Республики.

## Тува в составе СССР и РСФСР

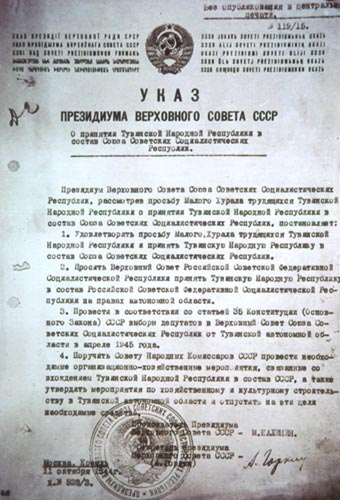
Указ «О принятии ТНР в состав СССР» от 11 октября 1944 г.

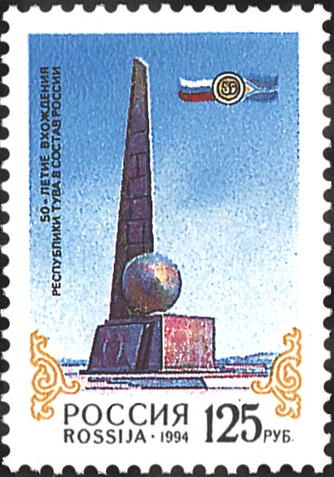
Почтовая марка России, 1994 год: 50-летие вхождения Республики Тува в состав России

17 августа 1944 года VII сессия Малого Хурала Тувинской Народной Республики приняла декларацию о вхождении ТНР в состав Союза Советских Социалистических Республик и обратилась с ходатайством в Верховный Совет СССР принять Тувинскую Народную Республику в состав СССР на правах автономной области РСФСР.
Президиум Верховного Совета СССР Указом от 11 октября 1944 года удовлетворил ходатайство и предложил Верховному Совету РСФСР принять Тувинскую Народную Республику в состав РСФСР на правах автономной области.
Указом президиума Верховного Совета РСФСР от 14 октября 1944 года «О принятии Тувинской Народной Республики в состав Российской Советской Федеративной Социалистической Республики» Тувинская Народная Республика была принята в состав РСФСР на правах Тувинской автономной области.
10 октября 1961 года область была преобразована в Тувинскую АССР. 17 декабря 1961 года состоялись выборы в Верховный Совет Тувинской АССР первого созыва.
В 1978 году была принята первая конституция Тувинской АССР со времени вхождения в СССР.
В 1990 году в республике произошло резкое ухудшение межэтнической ситуации. Весной-летом 1990 года имели место события в Хову-Аксы, Элегесте и Сут-Холе (столкновения части тувинской молодежи с местным русскоязычным населением), что привело к массовому миграционному оттоку (около 15 тыс. чел. в 1990 году) русскоязычного населения из Кызыла, посёлка Хову-Аксы Тандинского кожууна, а также из сёл Каа-Хемского и Кызылского кожуунов, то есть тех частей республики, где был наиболее смешанный этнический состав. Дополнительным фактором оттока населения нетитульной национальности стало то, что до конца 1980-х годов наблюдалась высокая доля русских в «престижных» отраслях и на «чистых» рабочих местах, но затем эти области занятости стали объектом конкурентной борьбы со стороны титульной национальности.
12 декабря 1990 года Верховным Советом Тувинской АССР была принята Декларация о государственном суверенитете Советской Республики Тува.
24 мая 1991 года Съезд народных депутатов РСФСР преобразовал Тувинскую АССР в Тувинскую ССР, внеся поправку в ст. 71 конституции РСФСР. Однако, лишение Тувы статуса АССР противоречило ст. 85 конституции СССР.
После Августовского путча в СССР, 28 августа 1991 года Тувинская АССР была переименована Верховным Советом республики в Республику Тува. Такое название было закреплено в конституции РСФСР в редакции от 21 апреля 1992 года.
В декабре 1991 года была введена должность президента Тувы, являющегося одновременно главой правительства Республики Тува.

## Современность

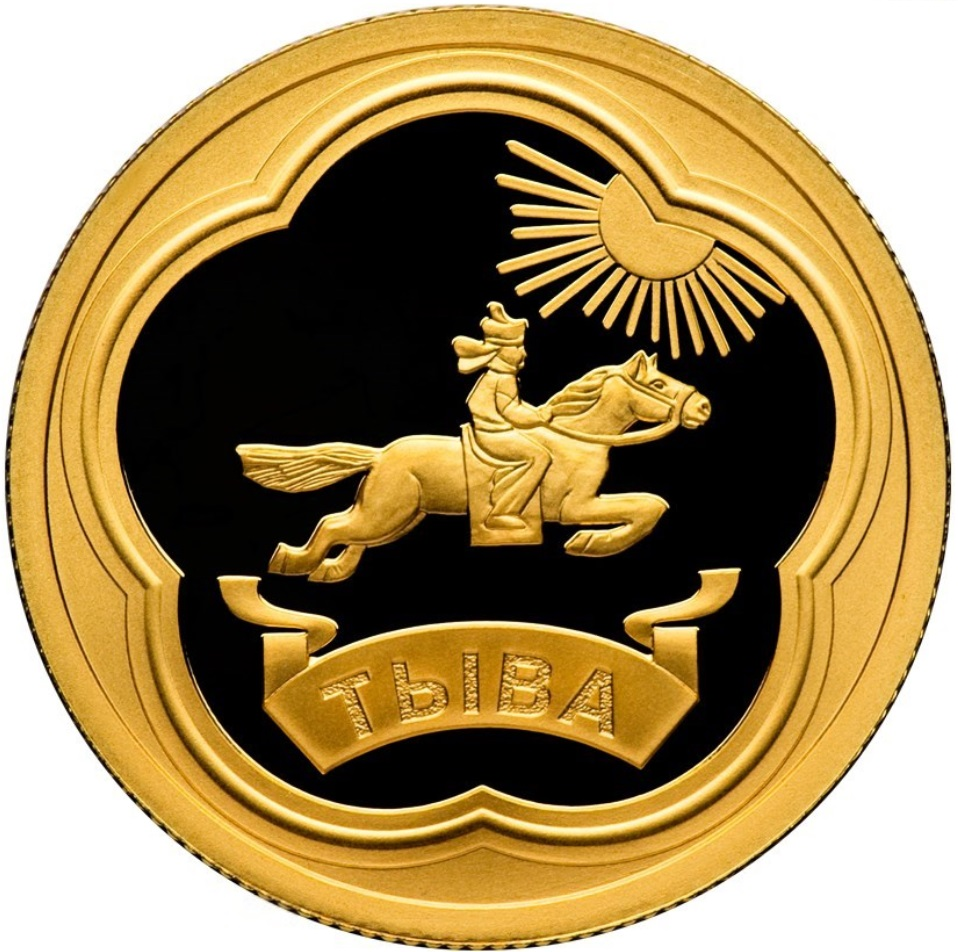
Памятная монета Банка России (2014)

В 1993 году был принят вариант Конституции республики 1993 года с новым названием республики: Республика Тыва (тувинский язык был указан как «тыва язык»). В Конституции Российской Федерации, вступившей в силу спустя 2 месяца, было закреплено название «Республика Тыва». Конституция Тувы, утверждённая на республиканском референдуме 12 декабря 1993 года, содержала 14 значительных противоречий с Основным законом России: право самостоятельно решать вопросы войны и мира, республиканское гражданство, устройство судебной системы и прокурорский надзор и другие.

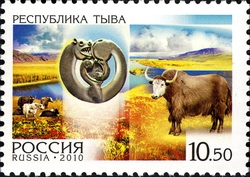
Почтовая марка России, 2010 год

В действующей Конституции республики 2001 года наименования «Республика Тыва» и «Тува» стали равнозначны. Конституция, принятая на референдуме 6 мая 2001 года, не содержала упоминаний о суверенитете, зато уравняла в правах русский и тувинский языки. Также Конституция 2001 года упраздняла должность Президента Республики, а главой региона был объявлен Председатель Правительства, назначаемый Президентом России.
В 2006 году 13 депутатов регионального парламента подписали обращение к Президенту РФ, прося его снять с должности главу республики Ш. Д. Ооржака. Ответа главы РФ не последовало, а девять подписантов исключили из «Единой России» с официальной формулировкой: «действия депутатов ведут к расколу
партийных рядов и дестабилизации обстановки в республике». Весной 2007 года президент РФ внёс в качестве кандидатуры на пост главы региона Ш. В. Кара-оола, что вызвало сильное, но безуспешное сопротивление сторонников Ш. Д. Ооржака.
В ноябре 2009 года Президент России Д. А. Медведев раскритиковал численность региональных парламентов, приведя в качества примера Туву, а ранее в апреле того же года президент РФ обратил внимание на противоречия Конституции республики Основному закону России. 12 апреля 2010 года был проведён референдум по приведению конституции Тувы в соответствии с конституцией России. «За» проголосовало 95,36 % избирателей при явке 83,84 %, в ряде мест доходившей до 90 %. Референдум 2010 года предусматривал внесение поправок в 31 из 143 статей действующей Конституции Тувы: в частности была полностью исключена статья о местном гражданстве.